# Jaime Andrade Moscoso
Jaime Andrade Moscoso (1913-1990) fue un pintor y escultor ecuatoriano conocido por su estilo de realismo social, cubismo y paisajes. Reconocido en Ecuador por sus murales y esculturas. También destacó por sus pinturas, dibujos y aguafuertes.
Realizó sus estudios en la Escuela de Bellas Artes en Quito y en la "New School for Social Research" de Nueva York en 1941. Ganador del premio  Mariano Aguilera en 1940.